# Mordellistena goeckei
Mordellistena goeckei là một loài bọ cánh cứng trong họ Mordellidae. Loài này được Ermisch miêu tả khoa học năm 1941.